# Karl Stromberg
Karl Stromberg is een personage gecreëerd voor de film The Spy Who Loved Me, de tiende James Bondfilm, uitgebracht in 1977, de derde film met Roger Moore in de rol van James Bond. Het personage Stromberg bestond aanvankelijk niet. Het was eigenlijk de bedoeling dat Blofeld opnieuw de degens met Bond zou kruisen, maar daar werd uiteindelijk van afgezien. Karl Stromberg wordt vertolkt door Curd Jürgens.

## Plot
De excentrieke Stromberg is een van de rijkste zakenmannen ter wereld. Zijn fascinatie voor de zee komt onder meer tot uiting in het grootste eiland dat hij midden op zee liet bouwen. Het bouwwerk kan zowel onder als boven water.
Stromberg maakt zijn rentree in de film op het moment dat hij twee geleerden feliciteert met het maken van een onderzeeër opsporingsapparaat, maar omdat iemand de plannen heeft gestolen en heeft doorverkocht, moet hij maatregelen nemen zo laat hij weten. Hij stuurt zijn assistente weg per lift. Wanneer zij in de lift stapt, klapt de bodem eruit en valt zij in het haaienbassin. Ook de geleerden komen niet ver, Stromberg laat hun helikopter ontploffen.
De scheepsmagnaat leidt een teruggetrokken leven, ver weg van de bewoonde wereld. Tussen zijn vingers zitten zwemvliezen en dat is een van de redenen dat hij liever geen handen schudt. Stromberg staat voor het eerst oog in oog met Bond in zijn onderwaterpaleis wanneer Bond zich uitgeeft als de marinebioloog Robert Sterling. Stromberg doorziet het spel en doet tevergeefs een poging om Bond wanneer die weer aan land is te laten vermoorden.
Het grote plan van Stromberg is de wereld te vernietigen en een nieuwe wereld onder water te scheppen. Hij kaapt daarvoor twee onderzeeërs met nucleaire lading. Het lukt Bond om dit plan te verijdelen wanneer de twee mannen in het onderwaterpaleis van Stromberg nog een keer tegenover elkaar staan. Vanachter zijn eettafel probeert Stromberg Bond te vermoorden met een pistool dat onder de tafel zit vastgemaakt. Dit mislukt en Stromberg komt door vier kogels van Bond om het leven. Vlak na Strombergs mislukte moordpoging en vlak voor hij Stromberg doodschiet, zegt Bond: You've shot your bullet Stromberg! Now it's my turn!.

## Handlangers
- Doctor Bechmann
- Jaws
- Kapitein van de Liparus
- Kate Chapman
- Naomi
- Professor Markowitz
- Sandor